# Sataspes negrosiana
Sataspes negrosiana là một loài bướm đêm thuộc họ Sphingidae. Nó được tìm thấy ở Philippines.